# Угбо, Ике
Ике Доминик Угбо (англ. Ike Dominique Ugbo; род. 21 сентября 1998, Луишем, Большой Лондон) — английский и канадский футболист, нападающий клуба «Шеффилд Уэнсдей» и национальной сборной Канады.

## Клубная карьера
Воспитанник лондонского «Челси», где прошёл все стадии от детских и юношеских команд до взрослой. Не сыграв за основную команду ни одного матча, в июле 2017 года отправился в аренду в «Барнсли», выступающий в Чемпионшипе. 5 августа дебютировал за клуб в гостевой игре с «Бристоль Сити». Угбо вышел в стартовом составе и провёл на поле 70 минут, но результативными действиями не отметился, а его команда проиграла 1:3. Через три недели забил свой первый и единственный гол за команду. На 31-й минуте игры с «Сандерлендом» он открыл счёт, положив тем самым начало разгрому соперника (3:0). В общей сложности до конца года нападающий принял участие в 16 матчах. В начале января 2018 года арендное соглашение было расторгнуто и Угбо вернулся в «Челси».
4 января 2018 года перешёл до конца сезона в аренду в «Милтон-Кинс Донс». В его составе первую игру провёл 6 января в кубке Англии против «Куинз Парк Рейнджерс». За половину сезона принял участие в 17 играх клуба, в которых сумел отличиться 2 раза.
Первую половину сезона 2018/2019 провёл также в аренде в первой английской лиге, выступая за «Сканторп Юнайтед». Через два дня он дебютировал за «железных» в выездной игре с «Аккрингтон Стэнли», где вышел во втором тайме на замену вместо Ли Новака. 15 сентября Угбо забил свой первый гол за команду, принеся «Сканторпу» победу над «Уимблдоном». По завершении аренды вернулся в «Челси», где продолжил выступать за юношеские и молодёжные составы.
В августе 2019 года отправился в Нидерланды в очередную аренду, подписав соглашение с «Родой», выступавшей в Первом дивизионе. Дебют в новой для нападающего стране состоялся 16 августа в игре с «Волендамом», которая завершилась разгромным поражением 0:4. В следующей игре с НЕК Угбо открыл свой бомбардирский счёт, однако, это не помогло «Роде» избежать поражения. После 29 туров в связи с пандемией коронавируса чемпионат был остановлен. На момент прекращения на счету английского нападающего было 29 игр в различных турнирах и 13 забитых мячей.
18 августа 2020 года перешёл на правах аренды в бельгийский «Серкль Брюгге». 22 августа Угбо дебютировал в чемпионате Бельгии в игре с «Мехеленом». На 54-й встрече он забил первый гол своей команды, сравняв счёт, а на 67-й минуте уступил место на поле Тибо Сомерсу, который установил принёс «Серкль Брюгге» победу (3:2).

## Карьера в сборных
В ноябре 2014 года главный тренер юношеской сборной Англии вызвал Угбо в сборную. 28 ноября он дебютировал за сборную в товарищеской игре со сверстниками из США. Ике появился на поле на 70-й минуте вместо Нейтана Холланда. Также принимал участие в финальном турнире чемпионата Европы, где занял 5-е место, и чемпионата мира.
В 2017 году в составе молодёжной сборной Англии выиграл международный турнир в Тулоне. В стартовой игре группового этапа с Анголой Угбо забил единственный мяч в матче, а в финальной встрече с ивуарийцами реализовал послематчевый пенальти.
Но в дальнейшем вызовы в сборные разных возрастов Англии он не получил и в 2021 году стал игроком сборной Канады.

## Статистика выступлений

### Клубная статистика
| Выступление      | Выступление      | Выступление      | Лига | Лига | Кубки | Кубки | Конт.кубки | Конт.кубки | Итого | Итого |
| Клуб             | Лига             | Сезон            | Игры | Голы | Игры  | Голы  | Игры       | Голы       | Игры  | Голы  |
| ---------------- | ---------------- | ---------------- | ---- | ---- | ----- | ----- | ---------- | ---------- | ----- | ----- |
| Барнсли          | Чемпионшип       | 2017/18          | 16   | 1    | 2     | 1     | 0          | 0          | 18    | 2     |
| Барнсли          | Итого            | Итого            | 16   | 1    | 2     | 1     | 0          | 0          | 18    | 2     |
| Милтон-Кинс Донс | Лига 1           | 2017/18          | 15   | 2    | 2     | 0     | 0          | 0          | 17    | 2     |
| Милтон-Кинс Донс | Итого            | Итого            | 15   | 2    | 2     | 0     | 0          | 0          | 17    | 2     |
| Сканторп Юнайтед | Лига 1           | 2018/19          | 15   | 1    | 1     | 0     | 0          | 0          | 16    | 1     |
| Сканторп Юнайтед | Итого            | Итого            | 15   | 1    | 1     | 0     | 0          | 0          | 16    | 1     |
| Рода             | Первый дивизион  | 2019/20          | 28   | 13   | 1     | 0     | 0          | 0          | 29    | 13    |
| Рода             | Итого            | Итого            | 28   | 13   | 1     | 0     | 0          | 0          | 29    | 13    |
| Серкль Брюгге    | Лига Жюпиле      | 2020/21          | 15   | 10   | 0     | 0     | 0          | 0          | 15    | 10    |
| Серкль Брюгге    | Итого            | Итого            | 15   | 10   | 0     | 0     | 0          | 0          | 15    | 10    |
| Всего за карьеру | Всего за карьеру | Всего за карьеру | 89   | 27   | 6     | 1     | 0          | 0          | 95    | 28    |

### Статистика в сборной
| Канада | Канада | Канада | Канада  |
| Год    | Игры   | Голы   | Ассисты |
| ------ | ------ | ------ | ------- |
| 2021   | 1      | 0      | 0       |
| 2022   | 7      | 0      | 0       |
| Всего  | 8      | 0      | 0       |